# Цвижба, Виссарион Акунович
Виссарион Акунович Цвижба (род. 5 августа 1943, Члоу, Очамчирский район, Абхазская АССР) — абхазский художник, член Союза художников Республики Абхазия, заслуженный художник Грузинской ССР, народный художник Республики Абхазия (2023), бывший директор Сухумского художественного училища.

## Биография
Родился 5 августа 1943 года в селе Члоу Очамчирского района Абхазской АССР.
В 1972 году окончил факультет живописи Тбилисской государственной академии художеств. В 1976 году принят в члены Союза художников Абхазии и СССР.
Преподавал в Сухумском художественном училище им. А. К. Чачба, а в конце 1970-х назначен его директором.
В феврале 2014 года картина художника «Гора, родившаяся вместе со мной» была удостоена первой премии (50 тысяч рублей) на ежегодном конкурсе «Лучшая работа года — 2013», проводимого Союзом художников Абхазии. Несколькими годами ранее работа художника «В мире чокнутых и скоморохов» также удостаивалась первой премии как лучшая работа года.
Произведения мастера находятся в ГНКГ РА, в НКГГ, в худфонде России, в частных коллекциях России и зарубежных стран.